# 8086 Peterthomas
A 8086 Peterthomas (ideiglenes jelöléssel 1989 RB6) egy kisbolygó a Naprendszerben. Edward L. G. Bowell fedezte fel 1989. szeptember 1-én.